# Hope Summers
Hope Summers es una superheroína que aparece en las historietas publicados por Marvel Comics. Apareció por primera vez en X-Men #205 en 2007 (el capítulo cinco de la historia X-Men: Messiah Complex). Ella es la primera mutante nacida después de los eventos de House of M y la historia de Decimation.
Hope apareció en la película Deadpool 2 interpretada por Islie Hirvonen.

## Historia de publicación

### Messiah Complex
La bebé que habría de convertirse en Hope Grey fue dada a luz por Louise Spalding, capitana del Departamento de Bomberos de la ciudad de Cooperstown, Alaska. Hope fue la primera mutante en nacer después de la Aniquilación, un evento en el que la Bruja Escarlata utiliza sus superpoderes para alterar la realidad y convertir a todos los mutantes del mundo en humanos regulares sin poderes (con excepción de unos 198). En el momento en que nace Hope, se generan ondas telepáticas tan fuertes que el ordenador localizador de mutantes Cerebro explota, y poco después una caza por ella comienza.
La ciudad donde nació Hope es atacada por los Purifiers, que utilizan la información que les ha dado el viajero en el tiempo Nimrod que les avisa de su llegada. Aunque todos los habitantes del pueblo son asesinados por los Purifiers, incluyendo su madre, el Hombre X Cable logra salvar a Hope. Según Cable, la bebé es una mesías destinada a salvar tanto a los mutantes como a la humanidad. Los Purifiers y Bishop, sin embargo, recuerdan una línea de tiempo en la que Hope se convertirá en el equivalente mutante del Anticristo, y matará a un millón de humanos en un instante. Este evento, conocido como la «Guerra de los Seis Segundos», pondrá a la humanidad contra los mutantes de nuevo y llevará a una nueva era de persecución de mutantes, creando la línea de tiempo oscura en la que Bishop nació.
Los Purifiers no son los únicos que buscan a Hope. Mr. Siniestro envió a sus Merodeadores a encontrarla, mientras los X-men intentan lo propio. Los Merodeadores consiguen robar a Hope de Cable, pero ignoran que su líder había sido traicionado y reemplazado por la mutante Mystique. Ésta y su co-conspirador Gambito tenían la esperanza de usar a la bebé para curar a la hija de Mystique, Rogue, quien se encontraba en coma tras ser infectada con el virus de la cepa 88. Gambito se lleva a Hope, y creyendo que la bebé ha muerto durante su rescate, se sorprende de encontrar no solo que la bebé está ilesa, sino también que Rogue se ha despertado de su coma. Después de una intensa batalla entre los Merodeadores, los X-Men y Depredador X, los X-Men se quedan con la bebé, y su líder, Cíclope decide que la bebé estaría más a salvo con su hijo Cable, y le permite llevarla al futuro. Sin embargo, el reacio y enfurecido Bishop decide rastrear a Cable y a la bebé a través del tiempo con el fin de matarla y prevenir que ocurra el futuro sombrío de su propia línea de tiempo.

### Hacia el Futuro
Durante una de las primeras batallas con Bishop, el dispositivo de viaje en el tiempo de Cable es dañado, por lo que solo puede saltar hacia el futuro en lugar de al pasado, cuando tiene que escapar de Bishop cada vez los encuentra. Después de varios saltos en el futuro, se revela que Cable la ha llevado al legendario refugio aislado de Nueva Libertad en el futuro, donde Cable se casa con una mujer llamada Hope, que se vuelve como una madre para la bebé mutante. Encontrando paz relativa allí, Cable la cría con Hope hasta que tiene siete años. Sin embargo, Nueva Libertad es invadida por insectos humanoides que se hacían llamar el Ejército de Estados Unidos, después llamándose Blattarianos humanoides. Cable lucha contra ellos y deja Nueva Libertad con su esposa y ella para asegurarse de que no regresen nunca a Nueva Libertad. Después de pasar meses en el desierto en el que se han convertido los Estados Unidos, la familia es atacada por el presidente de los insectos, de los que Hope logra salvar a su familia al apuñalar al insecto en su punto débil, ya que ha estado observando a Cable luchar. Cable interroga al presidente, deduciendo a partir de su historia que Bishop, con el fin de encontrar a Hope en el futuro, ha destruido todos los continentes del mundo, y los dejó inhabitables, excepto Norteamérica, con el fin de atraparlos dentro, encontrarla y matarla más fácilmente. Cable mata al presidente, y la familia sigue adelante. La familia se encuentra con un asentamiento, pero son encontrados por un grupo de merodeadores. Cable se ocupa de ellos con facilidad, pero no lo suficientemente rápido, ya que su esposa recibe un disparo y muere en los brazos de Cable, mientras que Hope mira. La niña ve a Cable enterrar lo más cercano que ha tenido a una madre y se va con él. Después de llegar a la iglesia, el pastor pregunta el nombre de la niña. En ese momento, Cable, que hasta entonces se había rehusado a ponerle un nombre sintiendo que no tenía derecho de hacerlo, decide ponerle por nombre Hope Summers, en honor a su madre adoptiva.

### Messiah War
En la historia Messiah War, que se desarrolló a través de Cable y X-Force, Hope Grey era el centro del conflicto entre las fuerzas de Stryfe, Cable, y la Fuerza X. La Messiah War era una historia de tres partes que se inició con X-Men: Messiah Complex.
En un esfuerzo por encontrar y matar a Hope, Bishop hizo una alianza con el clon malévolo de Cable, Stryfe. El par le tiende una trampa a Cable y Hope, construyendo una red de tiempo que les evita saltar al futuro.  Cuando los X-Men finalmente los encuentran, Cíclope envía a la Fuerza-X a traerlos de vuelta, pero estos también se ven atrapados en el futuro. Hope es secuestrada por Stryfe, y dándose cuenta de quién es, detiene a Bishop cuando este se dispone a matarla, intentando en cambio robar su cuerpo y poder. Hope vio como Stryfe torturó a Warpath hasta que Cable, Wolverine y Elixir vinieron a su rescate. Bishop pierde un ojo a manos de Wolverine y su dispositivo de viaje en el tiempo queda dañado. Stryfe es derrotado por Cable y la Fuerza-X, con ayuda de Apocalipsis. A pesar de también querer robar su cuerpo, Apocalipsis es convencido de dejar que se la lleven en agradecimiento por que la Fuerza-X le haya salvado. Sin embargo, promete que volvería por Hope un día. Cuando Cable y Hope se ven obligados a viajar de nuevo en el tiempo, Hope se opuso pues quería quedarse con X-23 y Elixir, de quienes se hizo amigo durante la batalla. Enojada con Cable por obligarlos a irse, le patea en pleno salto temporal de manera que ambos quedan separados dos años la una del otro.
Hope escapa de las ruinas de la Ciudad Celestial de Stryfe y se hace amiga de Emil Spence, un chico que es descendiente de los guerreros clones de Stryfe. Hope sobrevivió dos años con ayuda de Emil, hasta volverse a encontrar con Cable (con Hope ahora de 11 años en lugar de nueve), y escapar de la Tierra moribunda en una de las dos naves espaciales que quedan, el Ensabahnur I, del que Cable tomó control haciéndose pasar por Stryfe. Hope está destrozada por verse forzada a abandonar a Emil, a quien amaba.
En algún punto durante su viaje, Hope revela accidentalmente la identidad real de Cable y este se ve encerrado en la prisión de la nave. Bishop y Emil logran en un punto alcanzar a Cable y a Hope, Emil creyendo que Cable la había secuestrado y que Bishop era el padre verdadero de Hope. Bishop carga también un dispositivo termonuclear que planea activar tan pronto vea a Hope, asegurando que muera. Mientras Bishop y Emil asaltan el Ensabahnur I, Emil y Hope se reúnen y Hope le explica a Emil que Bishop era quien de hecho intentaba matarlo.
Durante el ataque de Bishop, los Brood, atraídos por el poder latente de Hope, atacaron las dos naves, distrayendo la atención de Bishop. Mientras Cable y Bishop se enfrentan a los Brood, Hope y Emil logran encontrar las dos cápsulas de terraformación de la nave, lo que facilitaría su escape. Emil puso a Hope en la cápsula contra su voluntad, pues la niña se rehusaba a abandonar a Cable. Mientras Emil preparaba la segunda cápsula, Cable apareció y Emil le dio la segunda cápsula, sacrificando su propia vida.
Una vez Cable y Hope han partido, Emil detona el arma termonuclear de Bishop instantes antes de ser atacado por un Brood. Bishop logró escapar dejándose absorber por un Acanti (gigantescas criaturas similares a ballenas, que deambulan por el espacio exterior), y dos años después había rastreado a Hope y a Cable durmiendo en sueño criogénico dentro de sus cápsulas.
Hope y Cable sobreviven el brutal aterrizaje de emergencia en la Tierra moribunda. Pronto, Hope toma la decisión de que está lista para ir a casa y unirse a los X-Men. Sin embargo, la única máquina del tiempo que aún funciona está en el brazo robótico de Bishop, y éste sigue atrapado dentro de un Acanti moribundo. Cable detona el cadáver de la criatura, despierta a Bishop y escapa con Hope al pasado, pero no antes de que Bishop le dispare a Hope a quemarropa. Afortunadamente, los poderes mutantes de Hope se manifiestan y la niña usa la telequinesis de Cable para detener la bala en el aire.
La máquina del tiempo tiene aún problemas, lo que hace difícil que salten a una fecha específica. Asimismo, los restos de la máquina que aún siguen en el cuerpo de Bishop se activan con cada salto, de manera que él los sigue a donde vayan. Una violenta persecución ocurre a lo largo de numerosas épocas en la isla de Manhattan. Bishop finalmente los alcanza y casi logra matarla antes de que Cable active el dispositivo en su brazo y envíe a Bishop al año 6.700 d. C. Finalmente libres de su perseguidor, Hope y Cable se preparan para un salto final al presente. 

### HomecomingyX-Men: Second Coming
Cable y Hope llegan al presente a las ruinas del Instituto Xavier. Mientras buscan entre los escombros claves sobre el paradero actual de los X-Men, son atacados por un equipo de soldados cibernéticos bajo el mando de Cameron Hodge. Logran escapar, pero Bastión se entera del retorno de Hope. Bastión empieza a rastrearlos usando el virus de Cable como señal. Cable y Hope son perseguidos por los soldados de Hodge y los Purificadores de Stryker, pero los X-Men también son alertados de su retorno y logran derrotar a los perseguidores y reunirse con Hope y Cable. 
En la serie de cuatro partes A Girl Called Hope, Hope vela por Cable mientras él duerme, y ella dice «Me gustaría volver de entre los muertos para matarlos», refiriéndose a cualquier persona que le haga daño a Cable, con el emblema del Fénix reflejándose en los ojos de Hope otra vez, mientras mira en el fuego. A medida que la serie corta se cierra, se revela que Hope sacrificó muchos de los lobos evolucionados con el fin de mantener la seguridad de Cable. Una imagen promocional para el evento fue lanzada representando dos versiones de Hope: una angelical, haciendo hincapié en su papel como salvadora, y la otra como maligna y rodeado de la Fuerza Fénix, que la representa como una destructora.
Bastión logra abrir un portal dimensional a su propio tiempo para permitir que un ejército de Centinelas Nimrod viajen al pasado a matar a Hope. Los X-Men se ven en aprietos para derrotar a los robots, y varios de ellos salen muy heridos. Los héroes concluyen que la única manera de derrotarlos es enviar a la Fuerza-X, Cable y Cypher al futuro y sin retorno para reprogramar y destruir los Moldes Maestros de Nimrod. Sin embargo, para permitir que Fuerza-X regrese a salvo, Cable sacrifica su propia vida. 
Durante la historia de X-Men: Second Coming Hope, llena de dolor por la muerte de su padre adoptivo, manifiesta diversos poderes de los X-Men como la armadura psiónica de Armadura y el acero orgánico de Coloso y mata a Lang y a Creed. Con la ayuda de los X-Men, erradica a Bastión y rompe la cúpula que rodea la ciudad. En una hoguera de celebración, Emma Frost nota que las llamas alrededor de Hope toman la forma del Fénix, y desencadena un flashback de la historia de la Hermandad donde Jean la liberó de la ilusión de Lady Mastermind después de darle la advertencia de prepararse. Presa del terror, Emma va por Cíclope para advertirle pero antes de que pueda, Cíclope le dice que Cerebro ha encontrado cinco nuevos mutantes que han aparecido alrededor del mundo.

### Las Cinco Luces
Después de los eventos de Second Coming, cinco nuevos mutantes son detectados por Cerebro, Hope se encarga luego de la misión de encontrar y ayudar a estas «Cinco Luces». Hope encuentra la primera de las Cinco Luces en Canadá intentando suicidarse saltando de un edificio. Hope toca a la niña, Laurie Tromette, cuya mutación se desarrolla al instante (una demostración de poder similar a la de Sage) y ella desarrolla la habilidad de volar. Presentándose a sí misma, ella también acepta seguir a Hope.
Más tarde, ella es llamada a México por Cecilia Reyes y Psylocke donde la segunda de las Cinco Luces vive. Este nuevo mutante, un chico llamado Gabriel Cohuelo, cuyos poderes de velocidad causaron que él se mueva tan rápido que se había vuelto invisible a simple vista. Psylocke aprovecha los poderes de Cecilia para crear un campo de fuerza alrededor de su habitación para que no lo pierda antes de que Hope Summers pueda llegar a ayudar. Hope logra ayudarle a conseguir el control de sus habilidades sin embargo, también se revela que sus poderes le hicieron crecer ligeramente.
Acompañada por Tormenta, Hope encuentra la tercera de las Cinco Luces rezando en una pequeña iglesia en Nigeria, rodeada por hombres armados que quieren matarla, ya que creen que es una «niña bruja», debido a que su poder sobre el fuego y el hielo se manifiesta. Hope logra ayudar a esta nueva mutante, una niña llamada Idie Okonkwo a calmarse y conseguir el control de sus habilidades. Como Tormenta y Hope proceden a irse con Idie los hombres atacan, pero Idie las protege de cualquier daño usando su habilidad sobre el fuego y destruye los vehículos de los hombres. A continuación, abre los ojos para revelar que su pupila derecha es azul (el hielo) y su pupila izquierda es naranja (el fuego).
Más tarde Rogue, Hope, y Las Luces llegan a Miami Beach en busca de la cuarta Luz, un niño llamado Teon, con la esperanza de hacer que se una a los X-Men. Su primera interacción con Teon resulta en el intento del niño feral al «acoplarse» con Hope. Una batalla comienza y es terminada rápidamente por Hope que utiliza su poder para domar a Teon. Desde este punto, Teon la ve como su Ama.

### Generación Hope
En la serie Generación Hope, Hope y las cuatro «Luces», junto con Rogue, Cíclope y Wolverine viajan a Tokio para encontrar y ayudar a la quinta «Luz», un niño mutante llamado Kenji Uedo. Al igual que los cuatro nuevos mutantes que surgen desde Día M, los poderes mutantes de Kenji se manifiestan y causaron algunos efectos secundarios terribles. Él empala a su agente con un zarcillo cuando el agente le presionó sobre su contribución para el evento «el futuro es una palabra de cuatro letras». Él entró por el edificio y en la calle donde Cíclope y Wolverine están investigando. Kenji baja el Ave Negra que lleva a Rogue, Hope y el resto de las Luces. Teon despega tras uno de los zarcillos de Kenji y lo parte al medio. Él libera a una niña atrapada en el interior, pero es totalmente ineficaz contra él.
Hope intenta hacer contacto con Kenji, a fin de completar su transformación, pero él aparentemente evita su toque. Ella sigue insistiendo y lo encuentra en su apartamento. Ella le dice que está ahí para ayudar y él explica cómo su «garganta se deslizó de su cuello y bailó como una anguila cuando esto comenzó» y ahora está aquí para ayudar. Él se da vuelta y agarra a Hope y una gran explosión sigue. Resulta ser el mensaje telepático. Luego ella cae del cielo y Gabriel la salva aunque está inconsciente. Kenji es repelido por Idie y Cíclope y Wolverine tratan de matarlo, pero Hope se despierta y con Las Luces intenta hacer contacto con Kenji y ella tiene éxito. Ella sale de la cepa.
Más tarde, ella y las cinco luces viajan a Utopía, donde todos deciden quedarse para perfeccionar sus poderes. Después de que el Doctor Némesis examina a Hope y a cuatro de las Luces y determina las especificaciones de cada uno de sus poderes, Hope y Gabriel comparten un beso durante un momento de privacidad. Poco después, tras entrenar a Las Luces para utilizar armas, Magneto le presenta a Hope a su «viejo y querido amigo,» Charles Xavier. Hope discrepa de Charles sobre llamar a su escuela una «Escuela para Jóvenes Talentos», pensando que solo aumenta la línea entre humanos y mutantes. En cambio, sugiere que un futuro mejor sería disolver la mentalidad de «nosotros y ellos» todos juntos.
Mientras está en una de las clases de Emma Frost, Hope decide que lo que está aprendiendo no es útil para ella, y lleva a Las Luces fuera de la clase. Frost intenta detenerlos, pero Hope solo le dice que se mantenga fuera de su mente y de su camino. De vuelta en su habitación, Hope recibe una carta de Hank McCoy, diciéndole que mientras la mayoría de la gente en Utopía son buenos, ellos todavía tratan y la elaboran en su imagen, y que su mejor curso de acción sería irse. Alentada por la carta, Hope va y habla con Wolverine, pero Logan simplemente le dice que ella no es una loca, y él quiere mantener a Hope al alcance de su brazo por su seguridad. Hope luego va a ver a Cíclope, a quien le dice que ella acogerá su apoyo, pero debe permanecer fuera de su camino; si algo de eso cambia, Hope y las Luces dejarán Utopía. Cíclope acepta este acuerdo, diciendo que Hope no es una carcelera y que ella y las Luces son bienvenidos a venir e irse como les plazca.

#### The Ward(#6-8)
Una Sexta Luz es localizada en Alemania, y Hope y Las Luces se apresuran para llegar a su nuevo enlace Kitty Pryde, donde las autoridades alemanas han acordonado un hospital. Gabriel intenta rápidamente entrar en el hospital para explorar la zona, pero cae inconsciente antes de que pueda entrar en él. Laurie es enviada a recuperar a Gabriel, pero igualmente cae inconsciente. Teon se apresura a recuperarlos a los dos, pero de alguna manera parece inafectado. Hope deduce que un telépata está trabajando, y que Teon es de alguna manera inmune a ello. Kenji afirma que él también tiene un poco de inmunidad a la telepatía, y engancha un cordón de su cuerpo en Hope y a cada una de las Luces para compartir su inmunidad. El grupo (sin Idie, que ha quedado afuera con Gata Sombra) entra en el hospital, y encuentra cientos de personas inconscientes en el suelo. Buscan el edificio, y encuentran la Sexta Luz, que se revela que es un bebé en el útero de su madre. El bebé tiene pánico de salir del vientre materno, y levanta a todas las personas inconscientes en un estado tipo zombi para protegerlo. Además, extiende su influencia a la zona exterior del hospital, trayendo a Gata Sombra e Idie, entre otros, bajo su control.
Laurie se desprende de la protección de Kenji, y es capaz de sacar a Idie de la zona de influencia, volando hacia arriba. Laurie e Idie entonces se apresuran a bajar al edificio, y son capaces de engancharse de nuevo a la protección de Kenji antes de que sean controladas. Kenji se conecta a la madre de la Sexta Luz para que Hope pueda hablar con el niño telepáticamente. Hope y cada una de las Luces tratan de hablar con el niño, pero todos son rechazados uno tras otro. Sin embargo, Teon es capaz de hablar con el niño, utilizando un lenguaje simple para convencerle de abrazar la vida. El niño entonces nació, y el toque de Hope suprime el gen X del niño hasta que tenga edad. La celebración se ve interrumpida, sin embargo, ya que el grupo abandona el hospital; Gata Sombra les dice que los padres de Teon han demandado la custodia de su hijo.
En Utopía, Cíclope y Evangeline Whedon ambos creen que el caso de la custodia de Teon no tiene remedio. Hope, sin embargo, confía en que se quedarán con Teon porque es la elección de él alojarse, y en su lugar se centra en conseguir nombres en clave para las Luces. Gabriel elige «Velocidad», mientras que Hope insiste en que «Hope» ya es su nombre en clave. Kenji arroja ideas tales como «Derivado» y «Rei» (en japonés significa «Cero», y una referencia a Rei Ayanami de Neon Genesis Evangelion)[cita requerida] antes de decidirse por simplemente «Cero». El grupo elige «Primitivo» para Teon y Laurie se queda con «Transónica.» Idie decide no utilizar la «Chica Que No Se Quemaría», y decide ir por «Oya», en referencia a la Diosa yoruba del Fuego y la Magia.
Como el grupo se prepara para irse a la corte, Hope entra con Cero trabajando en una pintura de ella, la cual destruye rápidamente, porque ella la vio antes de que estuviera lista. Varios testigos suben al estrado, incluida la madre de Primitivo que da un testimonio sincero acerca de querer a su hijo de vuelta. Después de que ella deja el estrado, Primitivo se precipita al estrado para dar su propio testimonio, que es sorprendentemente bien hablado y profundo. Explica que ya no es consciente de la manera que todo el mundo es, y que ve el mundo moderno a través de sus instintos primitivos. Si le dan una nevera comerá la comida dentro en el orden necesario para satisfacer sus necesidades nutricionales; si le dan una sala del tribunal, él le dará al tribunal un discurso bien pensado para conseguir sus necesidades. Él solicita que el tribunal reconozca su inteligencia híperinstintiva del mismo modo que reconozca la inteligencia robótica y alienígena. También espera que sus padres entiendan que él es más feliz ahora de lo que ha sido nunca. Primitivo gana el derecho a quedarse con Hope en Utopía, pero Cero se pregunta si es realmente feliz, o si simplemente está mintiendo para permanecer con Hope. Él habla con Transónica sobre cómo Hope los ha cambiado a todos, y los dos coinciden en que algo no está bien en ello. Cero revela que «Judas» era otro nombre en clave que estaba considerando darle de vuelta a su «mesías» Hope, y Transónica se pregunta si ellos dos pueden ser «Judas».
En el Reino Unido, un niño llamado Zeeshan está hablando con sus amigos acerca de lo difícil que debe ser verdaderamente ser un mutante, especialmente si tienes un poder «aburrido». Casi inmediatamente después, gen X de Zeeshan se activa, y Hope y Las Luces comienzan a dirigirse hacia Zeeshan, cuya piel ha comenzado a derretirse fuera de su cuerpo. Uno de los amigos de Zeeshan toma fotos y videos de Zeeshan y los publica en línea, obteniendo rápidamente miles de visitas. Profundamente entristecido, Zeeshan toma un cuchillo de cocina en el baño para suicidarse. Todas Las Luces sienten esto, y Transónica salta del avión para llegar a Zeeshan más rápido; es demasiado tarde, sin embargo, pues Zeeshan ya está muerto. Hope le grita a los amigos de Zeeshan antes de regresar a Utopía. Cuatro semanas más tarde, un furioso Cero es visto fuera del edificio donde vive el amigo de Zeeshan. Él está a punto de matarlo con un dron, pero es detenido por Wolverine, quien le dice que «Se pone mejor, chaval.»
Después del regreso del Hombre X a Utopía, Hope se había negado inicialmente a incluso hablar con él, debido a la conexión de Hombre X con su padre sustituto Cable. Sin embargo, cuando Hombre X se pone en peligro en la Sala de Peligro probando sus nuevos poderes restringidos, Hope lo salva y le ofrece enseñarle algunas técnicas de combate no basadas en energía. Hombre X está de acuerdo, y los dos empiezan a entrenar.

### Fear Itself
En el crossover Fear Itself, Hope es parte del «Plan 2» Cíclope" para derrotar a Kuurth, el Destructor de Piedra, que está llevando su rastro de destrucción a San Francisco. Cíclope reúne a todos los mutantes de Utopía tras Hope, y le da rienda suelta a utilizar todos y cada uno de sus poderes para quitarle el casco bloqueador de telepatía de Kuurth. Hope tiene éxito al hacer esto, pero pierde el conocimiento por el estrés de utilizar todos los poderes de los mutantes. Lamentablemente, este plan no tiene éxito, como la telepatía se revela inútil frente al Digno. Kuurth simplemente sigue su marcha de terror sin casco, caminando más allá de la Hope inconsciente.
Hope después aparece en la enfermería de Utopía, junto con Emma Frost, que había sido herida telepáticamente por Kuurth cuando Hope le quitó el casco. Emma se muestra teniendo una pesadilla sobre el Fénix, que se alimenta de los temores de Emma de que Cíclope nunca la amó tanto como a Jean. Esta Pesadilla Fénix logra convencer a Emma de que Hope es Jean reencarnada, y le dice a Emma que ella sabe qué hacer. Emma, en un estado de trance, toma la almohada y se dirige hacia Hope, a punto de asfixiarla hasta la muerte. Sin embargo, ella es detenida por Namor. Luego se besan posteriormente.

### X-Men: Schism
Hope observa las noticias de Centinelas reuniéndose después del ataque de Quentin Quire en las U.N. junto a Cíclope, Wolverine, Emma Frost, Magneto, y otros. Ella está perturbada por la perspectiva de un ataque inminente y reflexiona que este tipo de situaciones siempre terminan con mutantes muertos porque la gente siempre les tiene miedo. Más tarde, después de que Oya y Transónica salen con varios de los Hombres X para asistir a la apertura de un Museo de Historia Mutante, Hope y Velocidad van en una cita. La cita parece ser interrumpida, sin embargo, como el nuevo Club Fuego Infernal ataca el Museo, y derrota a la mayoría de los Hombres X. Hope y Velocidad llegan al Museo para descubrir que Oya ha «salvado el día» al «asesinar» a la mayoría de los gruñidos de Fuego Infernal basada en las órdenes de Cíclope de hacer lo que creyera que era necesario. Esto hace que Hope castigase a Transónica por perder la cabeza durante la batalla y dejar a Oya en esa posición, pero Transónica explica que ella no es un soldado, excepto cuando Hope está alrededor para influir en ella. Cero le pregunta a Oya si está bien, pero horroriza a Hope y las otras Luces al preguntarle si hay alguien más que necesite matar.

### X-Men: Regenesis
Hope no estaba bien por el hecho de que tanto Logan y Scott quieren que Oya se vaya con Logan, pero después de una conversación con Transónica, ella aceptó. Hope también le pidió a Pixie que no se vaya, ya que su equipo necesitaba un teletransportador para evitar ser demasiado tarde para ayudar a otras Luces, al igual que cuando llegaron tarde para ayudar a Zeeshan. No-Chica es más tarde también reclutada por Cero. Durante la misión, el equipo encuentra la manifestación de una nueva Luz, que más tarde se revela como un Sebastian Shaw amnésico. El lóbulo frontal de No-Chica es destruido y Cero utiliza sus poderes para hacerla un cuerpo. Hope invita a Shaw a unirse también a las Luces. Pero al regresar a Utopía, el equipo es atacado por los antiguos miembros de los Morlocks. Hope se ve obligada a controlar los poderes de Cero para detenerlos. Después de esto, Cero pierde la confianza en Hope y se rebela contra ella. Cero, usando los implantes que había colocado en el cerebro de algunos habitantes de Utopía, los manipula al clamar por la muerte de Hope. No-Chica después mata a Cero al interrumpir sus poderes, también destruyendo el cuerpo que él le dio. Su cerebro sufre otra vez, sin embargo, y Bestia le construye una nueva unidad de contención.
Este evento marca el final de la serie Generación Hope en el número 17.

### Avengers: X-Sanction
Antes de que Cable pueda disparar una bala en la cabeza de Hulk Rojo, oye una voz que grita «No». Para su sorpresa, es Hope y Cíclope que fueron traídos por Blaquesmith para detenerlo. Hope inmediatamente lo abraza y le suplica que deje de tratar de sacar a los Vengadores. Cíclope siente que Cable ha perdido el control de su mente, debido al virus tecno-orgánico. Cíclope intenta liberar a Los Vengadores solo para ser asaltado por su hijo Cable como él explica por qué se tiene que hacer. Hope interviene diciendo que ella creció y puede tomar sus propias decisiones. Cable afirma que la misión ha sido comprometida por el hecho de que Hope no se suponía que debía estar allí en primer lugar. Ella finalmente logra curar definitivamente a Cable del virus T-O al quemar por completo su sistema de una vez por todas. Cable le da la confirmación a Cíclope de que Hope es de hecho el Fénix.

### Avengers Vs. X-Men
En AvX, Hope es el blanco de la Fuerza Fénix. Los Vengadores quieren llevarla en custodia para protegerla de la Fuerza Fénix, pero los X-Men quieren que ella sea capaz de aceptar la Fuerza Fénix, ya que podría ayudar a reactivar a la menguante «raza» mutante. Como los dos equipos empiezan a pelear por esto, Cíclope le ordena a Emma que se lleve a Hope para que pudiera estar a salvo. Como la lucha continúa Wolverine y Spider-Man se cuelan en el edificio solo para ser confrontados por una ardiente Hope Summers, a su alrededor estaban los compañeros inconscientes de la Generación Hope. Como Wolverine se movió al parecer para matar a Hope, es abrumado por Hope que utiliza el poder de Fénix en él y escapa del recinto. Mientras se fuga, Hope crea un dispositivo que camufla su característico poder y la hace imposible de encontrar. Después de robar un barco, ella llega a un acuerdo con Wolverine. Básicamente, quiere la oportunidad de contener la Fuerza Fénix, pero si no es capaz de hacerlo, entonces le permitirá a Wolverine matarla. Sin embargo, Hope es traicionada cuando Wolverine avisa a los Vengadores de su plan. El equipo se reúne con Hope y Wolverine en la Zona Azul de la Luna. Antes de que puedan contener a Hope, los X-Men también llega. La fuerza Fénix llega y, en lugar de poseer a Hope, posee a cada uno de los cinco Hombres X presentes. Ellos llevan ahora su cuerpo comatoso a la Tierra y, como tal, declaran los planes para sanarla. Sin embargo, ella es posteriormente rescatada por los Vengadores y la Bruja Escarlata, que la llevan a un lugar seguro, con Puño de Hierro sugiriendo que se esconda en la ciudad de K'unn-Lunn.
Habiendo aprendido acerca de un huésped Fénix anterior que también fue entrenado para convertirse en el Puño de Hierro de su época, Hope visita a Yu-Ti, pero Yu-Ti es incapaz de ayudarla directamente, en su lugar la instruye para aprender de Spider-Man basado en una visión que tuvo. Aunque sin saber qué le puede enseñar, Spider-Man procede a contarle a Hope sobre su mantra de que un gran poder requiere una gran responsabilidad, dándole más para pensar en su papel como huésped del Fénix. Spider-Man después le enseña a tener paciencia, y esperar por el momento de uno cuando viene, y aumentar el desafío.

### Avengers Vs. X-Men: Consequences
Después de los sucesos de AvX, la Bruja Escarlata y el Capitán América preguntan a Hope sobre lo que quiere hacer con su vida. Hope decide tratar de vivir una vida normal. Ella no se inscribe en la Academia Jean Grey, pero se inscribe en una escuela pública. Alrededor de este tiempo, Cable despierta de su coma y se cura del tecno-virus gracias a Hope, que ha estado buscándole, incluso durmiendo en callejones algunas noches. Los Vengadores ni siquiera la registraron. Cable desaparece de la red, pero en secreto observa a Hope en las sombras e incluso le deja saber personalmente que no es su trabajo vigilarlo, sino el de él observarla.

### Cable & X-Force
Hope ha estado viviendo una «vida normal» durante cuatro semanas. Ella habla con un psiquiatra llamado el Doctor Townley debido a que Los Vengadores hacen obligatorias las sesiones. Ahora tiene padres adoptivos que miran veintisiete horas de televisión a la semana, y su sonreír excesivo la hace sentir incómoda. Ella siente que sus padres adoptivos no se pueden comparar a Cable. Dominó está hablando con Boom Boom a través del enlace de comunicación sobre cómo ella volvió tonto a un cliente para pagarle el triple de la cantidad por un trabajo para rescatar a un profesor de MIT que ella considera «dinero fácil». Resulta que Hope había hackeado sus archivos, y le ganó de mano. Dominó se sorprendió al ver a Hope de nuevo. Hope hace un trato para comerciar al profesor desaparecido para que sus poderes de suerte encuentren a Cable. Dominó y Hope localizan a Cable en un basurero en Nebraska. Ella se enfurece e imita la telequinesis de Cable. Ella explica que mientras le estaba buscando en todo el mundo, él estaba allí y no se molestó en acercarse a ella en el momento en que despertó de su coma. Cable le responde con «También te extraño, niña. Todos los malditos días». La ira de Hope se detiene y ella lo abraza. De repente Cable tiene otro dolor de cabeza y Hope tiene visiones de un evento futuro, Cable desmaya y despierta más tarde, solo para ver la visión de Hope en la televisión.

## Poderes y habilidades
Hope Summers es una mutante de nivel omega con una capacidad de límites no especificados para manipular e imitar los genes que son responsables de la mutación sobrehumana.
Esta habilidad se manifiesta principalmente como imitación de las habilidades mutantes sobrehumanas de los que están cerca de ella, sin embargo, ha demostrado poderes adicionales. Cuando nació, ella desató un pulso psiónico masivo que destruyó a Cerebro. Ella también demostró ser inmune al nuevo poder de absorción letal de Rogue y su toque borró todos los recuerdos anteriores y habilidades que Rogue había absorbido, incluidos los del Hecatombe. También curó a Rogue del virus Strain 88. Durante Messiah Complex cuando las Stepford Cuckoos trataron de buscarla cuando fue secuestrada por los Merodeadores, ella fue capaz de bloquear evitar que Cerebro la encuentre.
Hope Summers también puede imitar los poderes mutantes en su máxima capacidad. Sin embargo, ella genera niveles de poder que son potencialmente peligrosos para las personas y el medio ambiente a su alrededor. Prodigio la describe como una «muñeca vudú» metafórica de la raza mutante. En la historia Messiah War, después de escanearla mentalmente, Dyscordia insinúa que ella tiene los mismos poderes que él (telequinesis y telepatía), y es potencialmente mucho más poderoso de lo que es él. Su capacidad para imitar los poderes de otros mutantes está limitada por el hecho de que tienen que estar «lo suficientemente cerca» para que ella los imite. Cuando está cerca de Cable, Hope mostró algunos poderes telepáticos y telequinéticos a su mando al detener una bala disparada a ella por Bishop. Luego generó explosiones de energía muy poderosas que sobrecargaron la habilidad del propio Bishop para absorber la energía proyectada.
Ella puede también reactivar un poder mutante recién emergente, aunque en una medida indefinida. También fue vista por Emma Frost exhibiendo la Fuerza Fénix.

## En otros medios

### Cine
Su personaje hace su debut en el cine en Deadpool 2, interpretada por Islie Hirvonen.En la película, Cable viaja en el tiempo para deshacer el asesinato de su esposa y su hija por el futuro Russell Collins, también conocido como Firefist. Cuando Wade Wilson le pregunta a Cable sobre el oso de peluche quemado que lleva consigo, Cable le dice a Wade que le pertenecía a su hija y que su nombre es Hope. Al final, Cable y Deadpool logran detener a Russell, las quemaduras en el oso de peluche se desvanecen, lo que indica que su familia volverá a vivir en el futuro, aunque Cable decide permanecer en el presente para ayudar a que el futuro salga mejor de lo que originalmente lo hizo.

### Videojuegos
- Hope Summers es un personaje jugable en Marvel Super Hero Squad Online.[52]
- Hope Summers aparece en varias cartas en el juego de cartas para dispositivos móviles Marvel: War of Heroes.[53]
- Hope Summers aparece en el juego de cartas para móviles X-Men: Battle of the Atom basado en la historia del cómic con el mismo nombre.[53]

### Juguetes
- Hope Summers fue parte de la línea Arma Una Figura Terrax de Marvel Legends lanzada por Hasbro en 2012.
- Hope Summers es uno de los cuatro Minimates incluidos en el boxset Avengers vs. X-Men lanzado en 2012.

### Juegos de mesa
- Se hace referencia a Hope Summers en "Dark City", una expansión de "Legendary: A Marvel Deck Building Game". Ella está incluida en un plan de juego llamado "Capture Baby Hope", donde los jugadores deben evitar que los villanos la rapten con éxito cuando era un bebé.[54]

## Ediciones recogidas
| Título                                             | Material recogido      | Fecha de publicación | ISBN          |
| -------------------------------------------------- | ---------------------- | -------------------- | ------------- |
| Generation Hope: The Future's a Four-Lettered Word | Generation Hope #1-5   | Junio de 2011        | 0-7851-4719-5 |
| Generation Hope: Schism                            | Generation Hope #6-12  | Enero de 2012        | 0-7851-5242-3 |
| Generation Hope: The End of a Generation           | Generation Hope #13-17 | Mayo de 2012         | 0-7851-5244-X |